# لبیاژیه (شهرستان پاولوفسکی، سرزمین آلتای)
لبیاژیه (به لاتین: Lebyazhye) یک منطقهٔ مسکونی در روسیه است که در سرزمین آلتای واقع شده‌است.